# كلير برانسون
كلير برانسون (بالإنجليزية: Clare Brunson)‏ هي لاعبة جمباز بهلوانية ‏ أمريكية، ولدت في 6 نوفمبر 1989.